# XX de Setiembre
XX de Setiembre est une localité rurale argentine située dans le département de Nogoyá et dans la province d'Entre Ríos.

## Services ferroviaires
Le 30 juin 1875, la connexion ferroviaire est activée par la ligne qui sera plus tard intégrée au chemin de fer General Urquiza avec les villes de Paraná, Nogoyá et Rosario del Tala.
Sous le gouvernement justicialiste de Carlos Menem, les lignes secondaires d'Entre Ríos ont été abandonnées. En 2002, le gouverneur Sergio Montiel a remis en état et mis en service les premières lignes secondaires de la province. En mars 2010, le train est revenu pour relier Concepción del Uruguay et Paraná, en passant par 24 localités d'Entre Ríos. Le service a deux fréquences hebdomadaires.